# أبو سعيفة
قرية أبو سعيفة هي إحدى القرى التابعة لمركز الدلنجات في محافظة البحيرة في جمهورية مصر العربية. حسب إحصاءات سنة 2006، بلغ إجمالي السكان في أبو سعيفة 5929 نسمة، منهم 3034 رجل و2895 امرأة.